# Pardais
Pardais is een plaats (freguesia) in de Portugese gemeente Vila Viçosa en telt 559 inwoners (2001).